# 微熱 (秋)/Honesty (Session 1)
『微熱 (秋) / Honesty (Session 1)』（びねつ（あき）／おねすてぃ（せっしょん1））は、2022年11月16日に歌手のUAが発売した配信限定シングル。

## 解説
EP『Are U Romantic?』より、リード曲として先行配信され、代表曲「情熱」を思わせるフレーズや曲調から話題を呼んだ「微熱」、中村佳穂が楽曲提供を行った「Honesty」の2曲の新たな音源を配信リリース。
- 「微熱（秋）」と題された鈴木正人プロデュースによる新たなアレンジは、ストリングスや鍵盤のアコースティックは音色により、楽曲のもつメロディの美しさが際立つ音源。
- 「Honesty（Session 1）」は、原曲の「Honesty」のレコーディングが完了した直後、共にレコーディングを行った中村佳穂、君島大空と3人で初めてセッションした貴重な音源で、初めて合わせて演奏する新鮮さや音源とは異なるライヴ感が凝縮された音源となっている。

## 収録曲
1. 微熱 (秋) (4:58)
作詞・作曲：マヒトゥ・ザ・ピーポー、編曲・プロデュース：鈴木正人
2. Honesty (Session 1) (6:29)
作詞：中村佳穂・UA、作曲：中村佳穂、編曲：中村佳穂・君島大空

## クレジット[1]

### Art Work Credit
- アートディレクター：Steve Nakamura
- 写真：半沢健
- ヘアー：河野富広
- メイクアップアーティスト：Mina
- スタイリスト：飯嶋久美子

## リリース日一覧
| 地域 | リリース日     | レーベル          | 規格     | 規格品番 | 備考         |
| ---- | -------------- | ----------------- | -------- | -------- | ------------ |
| 日本 | 2022年11月16日 | SPEEDSTAR RECORDS | 音楽配信 | -        | ハイレゾ版有 |

## 収録アルバム
| アルバム            | リリース日    | 規格   | 備考             |
| ------------------- | ------------- | ------ | ---------------- |
| 『Are U Romantic?』 | 2002年5月25日 | CD、LP | 異なるバージョン |

### 音楽配信
- 微熱 (秋) / Honesty (Session 1) - mora
- 微熱 (秋) / Honesty (Session 1) - AWA
- 微熱 (秋) / Honesty (Session 1) - YouTube Music プレイリスト
- 微熱 (秋) / Honesty (Session 1) - Spotify
- 微熱 (秋) / Honesty (Session 1) - Apple Music